# 바람의 화원 (드라마)
《바람의 화원》은 2008년 9월 24일부터 2008년 12월 4일까지 방송 되었던 SBS 수목 드라마로 신윤복이 여자라는 설정의 드라마로 이정명의 동명 소설을 극화한 작품이다. 신윤복이 여자라는 설정으로 인해 미술학계로부터 비판 받았다. 극본은 그 당시 신예 작가였던 이은영 작가가 맡았고 연출은 《101번째 프러포즈》·《쩐의 전쟁》의 장태유 PD가 맡았다.

## 사건
문근영과 박신양이 다리를건너는 도중
넘어질려고하는 문근영을 잡아야 하는데
도중 박신양의 팔꿈치가 문근영의 코뼈를
때려 문근영이 코뼈가 부러지는 사고가 일어났다

## 등장 인물

### 주요 인물
- 박신양 : 김홍도 역
- 문근영 : 신윤복 (서윤) 역
- 문채원 : 정향 역
- 류승룡 : 김조년 역

### 김홍도 주변
- 박혁권 : 이인문 역
- 안미나 : 이정숙 역

### 신윤복 주변
- 안석환 : 신한평 역
- 이인 : 신영복 역
- 한정수 : 서징 역
- 이경화 : 명 역

### 정조 & 궁
- 배수빈 : 정조 역
- 임지은 : 정순왕후 김씨 역
- 정인기 : 홍국영 역
- 최정우 : 김귀주 역

### 도화서 & 단청실
- 김응수 : 장벽수 역
- 박진우 : 장효원 역
- 유연지 : 허옥 역
- 윤주상 : 강수항 역
- 임호 : 이명기 역

### 계월옥
- 이미영 : 목계월 역

### 그 외
- 김보미 : 막년이 역
- 이상훈
- 조동희
- 김효선 : 설청 역
- 장문석 : 돌쇠 역
- 김성범
- 이우신
- 김홍수
- 신준영
- 손선근
- 한춘일
- 이종구
- 나재균
- 이광세 : 종친 역
- 박통일
- 이승찬
- 박정민 : 강유언 역
- 미상 : 돌쇠 역
- 손건우 : 한량 역
- 이석구 : 이조참의 역
- 송승용 : 관원 역
- 김익태 : 복원군 역
- 전진기

## 시청률
아래의 파란색 숫자는 '최저 시청률'이고, 빨간색 숫자는 '최고 시청률'이며 이는 시청률조사회사 AGB닐슨 미디어리서치의 조사결과입니다.
| 2008년      | 2008년      | 2008년         | 2008년       |
| 회차        | 방송일      | AGB 시청률     | AGB 시청률   |
| 회차        | 방송일      | 대한민국(전국) | 서울(수도권) |
| ----------- | ----------- | -------------- | ------------ |
| 제1회       | 9월 24일    | 10.6%          | 11.0%        |
| 제2회       | 9월 25일    | 11.1%          | 11.5%        |
| 제3회       | 10월 1일    | 11.4%          | 12.4%        |
| 제4회       | 10월 2일    | 11.3%          | 11.1%        |
| 제5회       | 10월 8일    | 10.9%          | 11.0%        |
| 제6회       | 10월 9일    | 12.6%          | 13.4%        |
| 스페셜1     | 10월 15일   | 10.3%          | 10.0%        |
| 스페셜2     | 10월 16일   | 8.1%           | 8.1%         |
| 제7회       | 10월 22일   | 13.5%          | 13.2%        |
| 제8회       | 10월 23일   | 16.6%          | 16.2%        |
| 제9회       | 10월 29일   | 14.1%          | 14.6%        |
| 제10회      | 10월 30일   | 15.4%          | 15.3%        |
| 제11회      | 11월 5일    | 12.0%          | 12.1%        |
| 제12회      | 11월 6일    | 14.8%          | 15.2%        |
| 제13회      | 11월 12일   | 11.3%          | 11.3%        |
| 제14회      | 11월 13일   | 13.4%          | 13.7%        |
| 제15회      | 11월 19일   | 12.9%          | 12.1%        |
| 제16회      | 11월 20일   | 12.8%          | 12.6%        |
| 제17회      | 11월 26일   | 12.5%          | 12.4%        |
| 제18회      | 11월 27일   | 14.2%          | 13.8%        |
| 제19회      | 12월 3일    | 12.3%          | 12.1%        |
| 제20회      | 12월 4일    | 13.6%          | 13.4%        |
| 평균 시청률 | 평균 시청률 | 12.9%          | 12.9%        |

## 수상 경력
- 2008년 SBS 연기대상 10대 스타상, 베스트커플상, 대상 문근영
- 2008년 SBS 연기대상 베스트커플상, 뉴스타상 문채원
- 2008년 SBS 연기대상 뉴스타상 배수빈
- 2008년 제21회 그리메상 여자최우수연기상 문근영
- 2009년 제45회 백상예술대상 TV부문 여자최우수연기상 문근영
- 2009년 제4회 서울 드라마 어워즈 인기상 문근영
- 2009년 제36회 한국방송대상 중단편드라마부문 작품상
- 2010년 휴스턴 국제 필름페스티벌 드라마 부문 은상

## 참조
1. ↑  노형석 (2008년 10월 28일). “안휘준 “‘바람의 화원’ 심각한 역사왜곡””. 《한겨레》. 2017년 7월 29일에 확인함.
2. ↑  “AGB닐슨 미디어리서치 홈페이지”. 2014년 6월 19일에 원본 문서에서 보존된 문서. 2014년 1월 1일에 확인함.